# 丸山直文
丸山直文（まるやま なおふみ、1964年6月4日 - ）は日本の画家。武蔵野美術大学教授。
新潟県出身。当初はファッション業界に憧れて文化服装学院に入学したが、その後美術に関心を持ち始めセツ・モードセミナーやBゼミに学ぶ。初期の頃は、有機的な形態を大画面に描く抽象絵画を描いていた。近年は鮮やかな色の絵の具を布に染込ませ、全体的に淡いトーンで風景や人物の絵を描いている。

## 経歴
- 1990年‐Bゼミスクーリングシステム修了。
- 1992年‐「現代美術への視点：形象～はざまに」東京国立近代美術館、国立国際美術館。
- 1994年‐「第8回インド・トリエンナーレ」National Academy of Art・ニューデリー
- 1996年‐文化庁芸術家在外研修員。
- 1998年‐ポーラ美術館振興財団奨学生としてベルリンに滞在。
- 1999年‐「ひそやかなラディカリズム」東京都現代美術館。
- 2003年‐「時の温度 -大きな水-」個展。Shugo Arts
- 2007年‐「水の情景モネ、大観から現代へ」横浜美術館
- 2008年‐「丸山直文展 - 後ろの正面 - 」目黒区美術館
- 2009年- 芸術選奨新人賞受賞。

## 作品収蔵先
- 東京国立近代美術館
- 川口現代美術館
- 北九州市立美術館
- いわき市立美術館
- 東京都現代美術館
- Japan Foundation
- 国立国際美術館
- 高松市立美術館
- 新潟県立万代島美術館
- 北海道立釧路芸術館
- 金沢21世紀美術館
- 豊田市美術館等